# Bra Korsord
Bra Korsord är en svensk korsordstidning, som gavs ut av Aller media i Helsingborg mellan 1994 och 2017. Sedan dess ges den ut av Keesing Media AB Tidningen innehåller korsord av varierande svårighetsgrader samt sudoku.